# Éamon de Valera
Éamon de Valera (AFI: ˈeɪmən ˌdɛvəˈlɛərə), nato George de Valero, cambiato poi in Edward de Valera (in irlandese: Éamonn de Bhailéara, AFI: [ˈeːmˠən̪ˠ dʲɛ ˈwalʲəɾʲə]; New York, 14 ottobre 1882 – Blackrock, 29 agosto 1975) è stato un politico e patriota irlandese, tra le figure di spicco della lotta per l'indipendenza dal Regno Unito e uno dei padri della repubblica di Irlanda, della quale fu tre volte Taoiseach (Primo ministro) tra il 1937 e il 1959 e successivamente, dal 1959 al 1973, presidente.
Le valutazioni sulla carriera di de Valera sono varie e contrastanti. De Valera è stato spesso visto come un uomo severo, inflessibile e subdolo. Il biografo Tim Pat Coogan vede la sua permanenza al potere come caratterizzata da stagnazione economica e culturale, mentre Diarmaid Ferriter sostiene che lo stereotipo di de Valera come una figura austera, fredda e ritrosa è stato in gran parte creato negli anni '60 in maniera fuorviante.

## Biografia

### Origini
Edward de Valera nacque il 14 ottobre 1882 al Nursery and Child's Hospital di New York da madre irlandese, Catherine Coll Wheelwright, e da Juan Vivion de Valera, uno scultore (altre fonti lo descrivono come pittore) spagnolo, nato nel 1853 nei Paesi Baschi.
I suoi genitori si sarebbero sposati il 18 settembre 1881 nella chiesa di S. Patrizio a Jersey City, nel New Jersey, ma gli archivisti non hanno trovato il certificato di matrimonio o qualsiasi attestato di nascita, battesimo o altre informazioni per chiunque fosse chiamato Juan Vivion de Valera (né per "de Valeros", una grafia alternativa).
Le informazioni sulla sua nascita e sulle sue origini sono controverse, non risultando documenti sul matrimonio tra i suoi genitori. Anche i dati sul battesimo sono contraddittori: fu battezzato con il nome Edward, ma il primo nome registrato sui documenti di nascita fu George e suo padre è elencato come Vivion de Valero.
Il suo nome fu modificato in Éamon solo in seguito alla condanna a morte del 1916, quando la madre presentò i documenti per dimostrare la sua cittadinanza statunitense. Il Nursery and Child's Hospital all'epoca era una struttura in cui erano ricoverate anche donne indigenti e ragazze madri, e questo alimentò i sospetti sulla legittimità di de Valera. Durante la sua carriera politica queste ombre sulle sue origini furono spesso utilizzate dai suoi detrattori per screditarlo.
Juan Vivion morì nel 1885, lasciando Coll e il suo bambino in povertà. Dopo la morte del padre Éamon fu adottato dallo zio Ned Coll e portato in Irlanda all'età di due anni, mentre la madre rimase negli Stati Uniti, sposandosi nuovamente a metà degli anni '80.
De Valera fu allevato dalla nonna, Elizabeth Coll, trascorrendo l'infanzia e la giovinezza a Bruree, nella contea di Limerick, con gli zii e lavorando nei campi insieme con i cugini. Un'infanzia molto diversa da quell'idillio rurale che spesso descrisse in seguito.

### Studi
Studiò dapprima nella locale Bruree National School, dove venne iscritto con il nome di Eddie Coll, secondo l'usanza irlandese di chiamare i fanciulli orfani di padre con il cognome della madre; in seguito frequentò la Christian Brothers' Secondary School a Charleville e nel 1898 vinse una borsa di studio triennale per il Blackrock College, nella contea di Dublino.
Studente modello, vinse molti premi e nel 1903 venne nominato professore di matematica al Rockwell College nella contea di Tipperary. Nel 1904 ottenne il diploma in matematica alla Royal University of Ireland e fece ritorno a Dublino per insegnare al Belvedere College. Nel 1906 ottenne la cattedra di matematica all'istituto femminile Carysfort Teachers' Training College di Blackrock, nella contea di Dublino. I suoi tentativi di ottenere una cattedra alla National University of Ireland non ebbero mai successo, ma ottenne degli incarichi di lettore a Maynooth.
Giocò a rugby nella squadra del Blackrock College, e più tardi, al Rockwell College, raggiungendo la finale della Munster Senior Cup. De Valera ha continuato a giocare per la squadra di rugby del Munster fino al 1905 come estremo. De Valera rimase devoto per tutta la vita al rugby, assistendo a numerosi incontri internazionali fino agli ultimi anni della sua vita, nonostante la semi-cecità.

## Vita personale
All'interno della Lega Gaelica De Valera incontrò Sinéad Flanagan, insegnante di professione e di quattro anni più anziana di lui. Si sposarono l'8 gennaio 1910 nella chiesa di Saint Paul a Dublino.

## Matrimonio e figli
Éamon de Valera, allora insegnante di matematica, conobbe Sinéad de Valera al Leinster College of the Gaelic League a Parnell Square, dove lei insegnava irlandese e lui matematica ed era anche uno dei suoi studenti irlandesi. L'8 gennaio 1910 si sposarono. Insieme hanno avuto cinque figli, Vivion , Éamon, Brian, Rúaidhrí e Terence (Terry), e due figlie, Máirín e Emer. Il 9 febbraio 1936 Brian, allora ventenne, rimase ucciso in un incidente a cavallo nel Phoenix Park.
A causa di una combinazione della sua prigionia, attività politiche e tournée di raccolta fondi negli Stati Uniti, la famiglia vide relativamente poco Éamon de Valera nel periodo dal 1916 al 1923. Era anche spesso lontano da casa durante i primi anni della sua carriera politica. Sinéad de Valera ha svolto poco o nessun ruolo pubblico durante i cinquant'anni di vita pubblica del marito. 

## Attività insurrezionali
Divenne un entusiasta attivista politico. Nel 1908 si unì all'Ardchraobh della Conradh na Gaeilge (Lega Gaelica). Mentre era già coinvolto nel Revival Gaelico, De Valera cominciò a partecipare all'attivismo politico rivoluzionario il 25 novembre 1913 quando si unì ai Volontari Irlandesi, formazione contrapposta all'Ulster Volunteers.
Dopo lo scoppio della prima guerra mondiale, nel 1914, de Valera venne presto eletto capitano della compagnia del distretto dublinese di Donnybrook, e in seguito comandante del Terzo Battaglione e assistente della Brigata Dublino. Venne introdotto da Thomas MacDonagh all'interno della clandestina Fratellanza Repubblicana Irlandese che aveva il controllo dell'esecutivo all'interno dei Volontari Irlandesi.
Si oppose alla segretezza delle società, ma questo era l'unico modo in cui potevano essere garantite tutte le informazioni sui piani per l'insurrezione.

### La rivolta di Pasqua (1916)
De Valera aderì all'organizzazione Sinn Féin e fu tra i capi dell'insurrezione di Pasqua del 1916 per l'indipendenza dalla Gran Bretagna. La rivolta ebbe inizio il 24 aprile 1916. De Valera fu incaricato di occupare Boland's Mills in Grand Canal Street a Dublino, con lo scopo di coprire l'avvicinamento da sud-est alla città da parte dei rivoltosi.
Dopo una settimana di combattimenti giunse l'ordine da Pádraig Pearse di arrendersi. De Valera venne sottoposto alla corte marziale, rinchiuso nella Kilmainham Gaol a Dublino e condannato a morte.
Sostenitori e detrattori di de Valera hanno sempre discusso la sua condotta durante la Rivolta di Pasqua. I suoi sostenitori affermano che mostrò capacità di leadership e di pianificazione meticolosa mentre i suoi detrattori gli rimproverano di aver subito un esaurimento nervoso.
De Valera fu l'unico comandante rivoltoso a non essere giustiziato grazie a una fortuita combinazione di fattori:
- in primo luogo fu uno degli ultimi ad arrendersi e fu detenuto in un carcere diverso rispetto agli altri leader; la sua esecuzione fu pertanto ritardata da aspetti pratici;
- secondariamente de Valera aveva un passaporto americano e il Regno Unito voleva evitare incidenti diplomatici, in quanto sperava che gli Stati Uniti entrassero in guerra al loro fianco, anche se questo non impedì l'esecuzione di Tom Clarke che era cittadino naturalizzato americano dal 1905;
- in terzo luogo gli inglesi conoscevano poco della sua partecipazione alla rivolta e del ruolo da lui ricoperto;
- infine, nel momento in cui de Valera venne portato davanti alla corte marziale l'8 maggio, su John Grenfell Maxwell c'era molta pressione politica per fermare le esecuzioni e Maxwell aveva già garantito al primo ministro Herbert Henry Asquith che solo altre due persone sarebbero state condannate a morte, Seán Mac Diarmada e James Connolly.

La pena venne così immediatamente commutata nei lavori forzati a vita. De Valera uscì di prigione, assieme ad altri commilitoni, beneficiando dell'amnistia del giugno 1917.

## Carriera politica
Il 10 luglio 1917 de Valera venne eletto membro della Camera dei Comuni per l'East Clare (la circoscrizione che ha rappresentato fino al 1959). Poiché la maggior parte degli altri leader ribelli irlandesi era morta, nel 1917 venne eletto presidente del Sinn Féin, il partito accusato erroneamente di aver provocato la Rivolta di Pasqua. Questo partito divenne il veicolo politico in cui i sopravvissuti della rivolta di Pasqua vennero incanalati. Il presidente precedente del Sinn Féin, Arthur Griffith, aveva sostenuto l'ipotesi di una doppia monarchia anglo-irlandese sulla base del modello austro-ungarico, con legislature indipendenti sia per l'Irlanda sia per la Gran Bretagna.

### Presidente del Dáil Éireann (1919-1921)
Il Sinn Féin vinse con una ampia maggioranza le elezioni generali 1918, grazie soprattutto all'effetto provocato dalle esecuzioni britanniche del 1916 e dalla minaccia della leva per la guerra mondiale. Il partito ottenne 73 dei 105 seggi irlandesi, con circa il 47% dei voti espressi, benché 25 seggi fossero contestati.
Il 21 gennaio 1919 ventisette deputati Sinn Féin, che si facevano chiamare Teachtaí Dála (TD), riuniti nella Mansion House di Dublino formarono il primo nucleo del parlamento irlandese, noto come Dáil Éireann (traducibile come l'Assemblea d'Irlanda). Fu quindi definito un gabinetto di governo (in gaelico Aireacht) sotto la guida del Príomh Aire (il Presidente del Dáil Éireann) Cathal Brugha. De Valera venne nuovamente arrestato nel maggio 1918 e imprigionato, e non poté così partecipare alla sessione di gennaio del Dáil. Dopo essere fuggito dalla prigione di Lincoln Gaol in Inghilterra, nel febbraio 1919, sostituì Brugha come Príomh Aire nella sessione di aprile del Dáil Éireann.
Nella speranza di ottenere un riconoscimento internazionale, Seán T. O'Kelly venne inviato a Parigi per presentare il caso irlandese alla Conferenza di Pace convocata dalle grandi potenze alla fine della prima guerra mondiale. Quando divenne chiaro, nel maggio 1919, che questa missione non poteva avere successo, de Valera decise di visitare gli Stati Uniti. La missione aveva tre obiettivi: chiedere il riconoscimento ufficiale della Repubblica d'Irlanda, ottenere un prestito per finanziare il lavoro del governo (e, per estensione, l'Esercito Repubblicano Irlandese) e assicurare il sostegno del popolo americano alla repubblica. La sua visita durò dal giugno 1919 al dicembre 1920 ed ebbe alterne fortune. Un risultato negativo fu la divisione delle organizzazioni irlandesi-americane in fazioni pro e contro de Valera. In questo periodo, de Valera incontrò a Harvard il giovane leader di Porto Rico Pedro Albizu Campos, forgiando con lui un'alleanza duratura e utile. De Valera riuscì a raccogliere 5500000 $ da parte di sostenitori americani, un importo che superava di gran lunga le speranze del Dáil. Il riconoscimento in ambito internazionale non era però imminente. Inoltre de Valera ebbe difficoltà con diversi leader irlandesi-americani, come John Devoy e Daniel F. Cohalan, che preferivano mantenere il controllo sugli affari irlandesi negli Stati Uniti.
Nel frattempo in Irlanda il conflitto tra le autorità britanniche e la Dáil (che gli inglesi dichiararono illegale nel mese di settembre 1919) si intensificò facendo scoppiare la cosiddetta "guerra d'indipendenza irlandese". De Valera aveva lasciato le redini del governo, durante i suoi diciotto mesi di permanenza in America, a Michael Collins, il suo Ministro delle Finanze che, a differenza della maggior parte degli altri ministeri che esistevano solo sulla carta o come una o due persone al lavoro in una stanza di una casa privata, mise in piedi un Ministero delle Finanze capace di raccogliere un gran numero di finanziamenti nella forma di un Prestito Nazionale (National Loan) per fondare la nuova Repubblica Irlandese. De Valera e Collins sarebbero poi diventati avversari durante la guerra civile irlandese.

### Presidente della Repubblica (1921-1922)
Nel gennaio del 1921, alla sua prima seduta del Dáil Éireann dopo il suo ritorno, con il paese nel pieno della Guerra d'Indipendenza, de Valera sostenne una mozione che invitava l'IRA a desistere dal continuare con tecniche come le imboscate e altre tattiche simili poiché il loro utilizzo stava permettendo al governo britannico di ritrarre con successo l'IRA come un gruppo terrorista. De Valera consigliò di affrontare le forze britanniche con metodi militari convenzionali. Questa presa di posizione venne fortemente contestata e de Valera fu costretto a cedere rilasciando una dichiarazione che esprimesse sostegno all'IRA, sostenendo che esso era completamente sotto il controllo del Dáil. Successivamente, insieme a Cathal Brugha e Austin Stack, esercitò pressioni su Michael Collins perché intraprendesse egli stesso un viaggio negli Stati Uniti. Collins rifiutò e rimase in Irlanda.
Nelle elezioni del maggio 1921, tutti i candidati dell'Irlanda del Sud vennero rieletti senza opposizione, e il Sinn Féin ottenne alcuni seggi anche nell'Irlanda del Nord.

#### Il Trattato Anglo-Irlandese
Durante la tregua del luglio successivo, de Valera si incontrò con David Lloyd George a Londra accordandosi per una tregua che facesse cessare i combattimenti e aprisse un negoziato, non riuscendo però a ottenere il riconoscimento britannico della repubblica e l'indipendenza per tutte le 32 contee irlandesi. Lloyd George riferì a de Valera che poteva "dislocare un soldato in Irlanda per ogni uomo, donna e bambino" se l'IRA non avesse subito accettato di smettere di combattere.
Nell'agosto dello stesso anno, de Valera si assicurò l'approvazione da parte del Dáil Éireann della nuova costituzione che aggiornava il suo ufficio trasformando il suo incarico da Primo Ministro o Presidente del Consiglio a Presidente della Repubblica con piene funzioni. Forte di questa nuova carica, si dichiarò come l'equivalente irlandese di re Giorgio V, sostenendo che come capo di Stato irlandese, in assenza ai negoziati del capo di Stato britannico (il re appunto), anche lui non avrebbe dovuto partecipare alla conferenza di pace che avrebbe portato al Trattato Anglo-Irlandese. I delegati della Repubblica ai negoziati del Trattato furono accreditati dal presidente de Valera e dal suo gabinetto come plenipotenziari (vale a dire negoziatori con l'autorità legale per firmare autonomamente un trattato senza far riferimento al gabinetto), ma de Valera stesso dette istruzioni segrete ordinando loro di tornare a Dublino prima di firmare il trattato.
È generalmente accettato dagli storici che questo comportamento fu un errore di de Valera. I suoi detrattori affermano che si rifiutò di partecipare ai negoziati perché sapeva quello che sarebbe stato il risultato e non voleva riceverne discredito. De Valera sostenne invece che non si era recato ai negoziati in quanto sarebbe stato maggiormente in grado di controllare gli estremisti presenti nell'IRA rimanendo in Irlanda, e che la sua assenza avrebbe garantito una leva per i plenipotenziari per rinviare, in caso di esiti negativi delle trattative, con la scusa di doversi consultare con lui e non subire pressioni per eventuali accordi.
L'esito delle trattative fu contestato poiché se il Trattato Anglo-Irlandese pose fine alla guerra consentendo la nascita di uno Stato Irlandese indipendente esteso su buona parte dell'isola e dotato di proprie forze armate e di polizia (anche se la Royal Navy avrebbe continuato a controllare alcuni porti), esso avrebbe stabilito anche che l'Irish Free State sarebbe rimasto un dominion dell'Impero britannico, con a capo il monarca inglese. Inoltre i membri della nuova assemblea legislativa irlandese avrebbero dovuto giurare fedeltà non solo alla costituzione dello Stato, ma anche al re d'Inghilterra. La repubblica sognata da gran parte degli indipendentisti sembrava così allontanarsi definitivamente.
Le maggiori critiche al Trattato derivavano dal fatto che, pur applicandosi in teoria a tutta l'Irlanda, in concreto ne impediva l'unità. Infatti, le sei contee a maggioranza protestante dell'Ulster (cui, in base al Government of Ireland Act del 1920, erano stati riconosciuti un governo e un parlamento autonomi), avevano il diritto di chiamarsi fuori dal Trattato e mantenere lo status loro accordato nel 1920. Poiché nessuno dubitava che questo diritto sarebbe stato esercitato, lo Stato Libero avrebbe compreso soltanto ventisei contee del sud e dell'ovest.
Michael Collins, di fatto il capo della delegazione irlandese (formata da Arthur Griffith, Robert Barton e Robert Erskine Childers come Segretario Generale) che aveva sottoscritto il Trattato, sostenne che, se esso non concedeva all'Irlanda la libertà completa, le dava in ogni caso la libertà di raggiungerla: a oggi, nonostante lo Stato Libero si sia effettivamente evoluto in Repubblica, l'Irlanda è ancora politicamente divisa in due Stati. Collins si convinse che de Valera, conoscendo l'impossibilità di ottenere maggiori concessioni dal governo britannico, l'aveva mandato ai negoziati per renderlo responsabile degli inevitabili compromessi e fare ricadere su di lui la conseguente impopolarità. Collins si sentì tradito quando de Valera rifiutò di approvare gli accordi da lui raggiunti nelle trattative con David Lloyd George e Winston Churchill.
Il giudizio sulle condizioni del trattato spaccò il Sinn Féin e de Valera fu messo in minoranza da Collins e per questo ruppe con lui. Dopo la ratifica del Trattato, de Valera e una grande minoranza dei parlamentari di Sinn Féin lasciarono il Dáil Éireann. De Valera sostenne che, approvando il Trattato, i parlamentari avevano rotto il loro giuramento di fedeltà verso la Repubblica Irlandese. Dopo le sue dimissioni, nella nuova votazione fu battuto da Arthur Griffith che fu eletto Presidente del Dáil Éireann. Griffith si proclamò Presidente del Dáil Éireann piuttosto che utilizzare la denominazione di Presidente della Repubblica usata da de Valera. Comunque questo governo o Aireacht non aveva stato legale nella legge costituzionale britannica, quindi emerse un nuovo governo coesistente, che rispondeva al nome di Camera dei Comuni dell'Irlanda del Sud.
ll nuovo Governo Provvisorio fu formato sotto Michael Collins, che diventò Presidente del Governo Provvisorio (vale a dire Primo Ministro). Rimase anche come Ministro delle Finanze per l'amministrazione repubblicana di Griffith. Un esempio delle complessità coinvolte può essere visto dalla maniera della sua installazione.
Secondo la teoria legale britannica un primo ministro veniva nominato dalla Corona, sotto la Prerogativa Reale. Per essere insediato, doveva incontrare formalmente il Lord Luogotenente d'Irlanda, Visconte Fitzalan (il capo dell'amministrazione inglese in Irlanda). Secondo la visione repubblicana, Collins incontrò Fitzalan per accettare la resa del Castello di Dublino, il centro del governo britannico in Irlanda. Gli oppositori del trattato avendo formato un "governo repubblicano" di opposizione sotto de Valera, cominciarono una campagna che portò alla guerra civile irlandese. A metà del 1922 Collins si dimise dal suo incarico di Presidente del Governo Provvisorio per diventare Comandante in Capo dell'esercito irlandese, un esercito formale che si era formato dai resti dell'IRA, che, come il Sinn Féin, si era divisa quasi a metà sull'opportunità o meno di sostenere il Trattato.
Collins decise di fare un tentativo per fare terminare le resistenza organizzando un viaggio nella sua contea natia. Il 22 agosto 1922, a Béal na Bláth, il convoglio venne attaccato da un gruppo di Repubblicani e Michael Collins fu assassinato.

### La Guerra Civile Irlandese (1922-1923)
Entrambe le parti avrebbero voluto evitare la guerra civile ma non poterono evitarlo dopo lo scoppio dei combattimenti nel corso dell'occupazione dei Four Courts da parte di repubblicani anti-trattato guidati da Rory O'Connor che costrinsero il governatore provvisorio Collins a ordinare di attaccare l'edificio per farlo evacuare, causando successivamente una settimana di scontri nel centro urbano, episodio noto come Battaglia di Dublino. Proprio durante l'assedio alle corti avvenne un episodio controverso e sfortunato: mentre le forze anti-trattato si stavano arrendendo, l'ala ovest dell'edificio fu coinvolta in un'esplosione che distrusse il vecchio archivio dei documenti, causando la perdita di importanti informazioni storiche sull'Irlanda. Questo fatto ha sgomentato spesso l'opinione pubblica irlandese e i repubblicani di allora vennero accusati di aver deliberatamente minato l'archivio, anche se questi smentirono.
Questi uomini non erano fedeli a de Valera e, almeno inizialmente, non erano nemmeno sostenuti dal dirigente del movimento anti-trattato IRA. Tuttavia, Collins fu costretto ad agire contro di loro quando Winston Churchill minacciò di ri-occupare il paese con le truppe britanniche a meno che non fosse stata intrapresa una qualche azione repressiva.
De Valera, anche se non ricoprì alcuna posizione militare, sostenne gli uomini dell'IRA anti-Trattato o "irregolari" affermando di volersi ri-arruolare come un volontario ordinario. L'8 settembre 1922 si incontrò in segreto con Richard Mulcahy a Dublino, per cercare di fermare i combattimenti, senza giungere però ad alcun accordo.
Anche se nominalmente capo degli anti-Trattato de Valera aveva poca influenza sulla leadership militare repubblicana - guidata dal Capo di Stato Maggiore IRA, Liam Lynch. De Valera e i TD anti-Trattato formarono un "governo repubblicano" il 25 ottobre 1922 che tuttavia non aveva alcuna autorità reale ed era una pallida ombra del governo repubblicano Dáil del 1919-1921, che aveva fornito al paese un reale governo alternativo all'amministrazione britannica.
Nel marzo 1923 de Valera partecipò alla riunione dei vertici IRA per decidere sul futuro della guerra. Egli era noto per essere a favore di una tregua ma in quell'occasione non aveva diritto di voto e fu costretto ad accettare la decisione di continuare le ostilità.
Il 30 maggio 1923, dopo la morte di Lynch, il nuovo Capo di Stato Maggiore dell'IRA Frank Aiken chiese un cessate il fuoco ordinando ai volontari di "deporre le armi".
A quel punto dei repubblicani furono arrestati una volta usciti dalla clandestinità. De Valera rimase nascosto per diversi mesi dopo il cessate il fuoco riemergendo nel mese di agosto per candidarsi alle elezioni nella contea di Clare venendo quindi arrestato il 15 agosto e internato nel carcere di Arbour Hill fino al 1924.

### Fondazione di Fianna Fáil (1926-1932)
Dopo la fine della guerra, de Valera non si arrese ma decise di tornare ai metodi politici piuttosto che combattere una lotta armata ormai persa. Nel 1924 fu arrestato a Newry per "ingresso illegale nell'Irlanda del Nord" e tenuto in isolamento per un mese in Crumlin Road Gaol, a Belfast.
Durante questo periodo, de Valera si convinse che l'astensionismo non era una tattica praticabile a lungo termine. Decise che un percorso migliore per il futuro sarebbe stato quello di cercare di ottenere il potere per poi trasformare lo Stato Libero da monarchia costituzionale in repubblica. Cercò di convincere Sinn Féin ad accettare questa nuova linea. Poco dopo, non essendoci riuscito, de Valera si dimise dal partito e nel marzo 1926, con Sean Lemass, Constance Markiewicz e altri, formò un nuovo partito, Fianna Fáil (tradotto dal gaelico: Soldati del Destino), che avrebbe dominato la scena politica irlandese fino agli anni 2000 e che era caratterizzato da posizioni di centro-sinistra venate da un certo radicalismo oltre che fortemente repubblicano.
Il nuovo partito guadagnò velocemente popolarità andando a raccogliere gran parte del supporto precedentemente appartenuto a Sinn Féin tanto che nelle elezioni generali 1927 ottenne quarantaquattro seggi a fronte dei soli cinque ottenuti da Sinn Féin. I parlamentari di Fianna Fáil, de Valera primo fra tutti, si rifiutarono di prestare il giuramento di fedeltà (interpretato dagli avversari come un Giuramento di fedeltà alla Corona, ma in realtà un giuramento di fedeltà allo Stato Libero d'Irlanda con una promessa secondaria di fedeltà al re nel suo ruolo) come previsto dal trattato.
Il giuramento era in gran parte un'idea di Collins. De Valera iniziò una causa legale per contestare il requisito del giuramento per i membri del suo partito, ma l'assassinio dell'allora vicepresidente del Consiglio esecutivo (vice primo ministro) Kevin O'Higgins portò il Consiglio esecutivo sotto W. T. Cosgrave a introdurre una norma che imponeva a tutti i candidati Dail il giuramento di fedeltà. Costretto in un angolo, e di fronte alla scelta fra rimanere fuori dalla politica per sempre o prestare giuramento, de Valera e i suoi compagni cedettero giurando, anche se de Valera descrisse il Giuramento come "una formula politica vuota".
De Valera non organizzò o promosse mai Fianna Fáil in Irlanda del Nord e così è stato fino al 7 dicembre 2007, quando il partito ha registrato la sua prima Commissione elettorale nel Regno Unito.

### Presidente del Consiglio esecutivo (1932-1937)
Nelle elezioni generali 1932 Fianna Fáil si assicurò 72 seggi diventando il più grande partito presente nel Dáil, anche se senza assicurarsi una maggioranza assoluta. Alcuni membri Fianna Fáil si presentarono alla prima seduta del nuovo Dáil imbracciando armi, temendo che Cumann na nGaedheal non si sarebbe arreso cedendo volontariamente il potere. Tuttavia la transizione fu pacifica e de Valera venne nominato Presidente del Consiglio esecutivo (primo ministro) dal Governatore Generale James McNeill il 7 marzo.
Re Giorgio V decise di sostituire McNeill, una volta che questi ebbe rassegnato le proprie dimissioni il 1º novembre 1932, nominando Governatore Generale Domhnall Ua Buachalla. Per rafforzare la sua posizione contro l'opposizione presente nel Dáil e nel Seanad de Valera decise di andare a elezioni anticipate nel gennaio del 1933. Fianna Fáil si confermò il primo partito della nazione ottenendo 77 seggi e la maggioranza assoluta. Sotto la guida di de Valera, Fianna Fáil vinse le successive elezioni generali nel 1937, 1938, 1943 e nel 1944.

#### Politica estera
De Valera si incaricò della politica estera dell'Irlanda agendo anche come Ministro degli Esteri. In tale veste, partecipò alle riunioni della Società delle Nazioni. Fu presidente del Consiglio della Società nella sua prima grande apparizione internazionale a Ginevra nel 1932, in un discorso che impressionò i rappresentanti di tutto il mondo, facendo appello per una vera aderenza da parte dei suoi membri ai principi del patto della Società. Nel 1934 sostenne l'ammissione dell'Unione Sovietica all'interno della Società delle Nazioni.

#### Politica interna
Avviò immediatamente le politiche promesse in campagna elettorale abolendo il Giuramento e trattenendo le rendite provenienti dal settore agricolo dovute al Regno Unito al fine di ripagare i prestiti previsti negli Irish Land Acts e accettati come parte del Trattato del 1921. Questo segnò l'inizio della cosiddetta Guerra Commerciale Anglo-Irlandese. Il Regno Unito per rappresaglia impose sanzioni economiche contro le esportazioni irlandesi. De Valera rispose con prelievi sulle importazioni britanniche. Le conseguenze della "guerra economica" durarono fino al 1938.
Il governo di De Valera seguì una politica di smantellamento unilaterale del trattato del 1921. In questo modo si sarebbero potute perseguire le politiche repubblicane e diminuire la nomea violenta dell'IRA. De Valera incoraggiò i membri dell'IRA nell'unirsi alle Forze di Difesa irlandesi e al Gardaí. Rifiutò di licenziare dai loro incarichi pubblici tutti i membri di Cumann na nGaedheal, sostenitori di Cosgrave, che avevano in precedenza combattuto sul fronte opposto durante la guerra civile. Tuttavia espulse dopo un anno Eoin O'Duffy dalla carica di Commissario del Gardaí.

#### LeBlueshirts
Eoin O'Duffy fu quindi invitato a guidare l'Associazione Esercito Cameratesco (Army Comrades Association in originale ed abbreviato in ACA) formata per proteggere e promuovere il benessere dei suoi membri, in precedenza guidata da J. F. O'Higgins, fratello di Kevin O'Higgins. Questa organizzazione divenne un ostacolo al potere di de Valera in quanto sostenitrice di Cumann na nGaedheal. Gli incontri di Cumann na nGaedheal venivano spesso interrotti da sostenitori di Fianna Fáil in seguito alla pubblicazione dell'articolo: No Free Speech for Traitors (trad. Niente libertà di parola per i traditori) di Peadar O'Donnell, un membro dell'IRA.
L'ACA sotto la dirigenza di O'Duffy cambiò il suo nome in Guardia Nazionale adottando una divisa composta da berretti neri e camicie blu, venendo così soprannominati Blueshirts (trad. Camicie Blu).
Le Blueshirts sono state considerate come l'equivalente irlandese delle formazioni paramilitari sviluppatesi da altri movimenti della destra europea degli anni venti del XX secolo, particolarmente le Camicie brune di Adolf Hitler in Germania, la Milizia Volontaria per la Sicurezza Nazionale di Benito Mussolini in Italia e la British Union of Fascists di Oswald Mosley nel Regno Unito.
Le Blueshirts pianificarono una marcia nell'agosto 1933 attraverso Dublino per commemorare Michael Collins, Kevin O'Higgins e Arthur Griffith. Questa marcia venne vista come un'emulazione della Marcia su Roma di Mussolini del 1922. De Valera decise di attivare il tribunale militare, istituito dalla precedente amministrazione, per affrontare la questione. O'Duffy fece marcia indietro quando la Guardia Nazionale fu dichiarata organizzazione illegale e la marcia fu vietata. Nel giro di poche settimane, i seguaci di O'Duffy si fusero con Cumann na nGaedhael e il Partito centrista nazionale per formare Fine Gael, con O'Duffy presidente.

#### La nuova costituzione
Nel corso degli anni '30 de Valera aveva spogliato sistematicamente la costituzione dello Stato Libero Irlandese che era stata redatta da un comitato sotto la presidenza nominale del suo rivale, Michael Collins. De Valera fu in grado di farlo per tre motivi:
- anche se la costituzione del 1922 richiedeva originariamente un plebiscito pubblico per qualsiasi modifica entro otto anni dal suo passaggio in parlamento, il governo di W. T. Cosgrave aveva modificato il periodo allungandolo fino a sedici anni e ciò significava che, fino al 1938, la costituzione dello Stato Libero avrebbe potuto essere modificata dal semplice passaggio di un emendamento costituzionale dal parlamento;
- secondariamente, mentre il Governatore Generale dello Stato Libero d'Irlanda poteva negare l'assenso reale a qualsiasi norma, dal 1927 l'assenso reale era concesso automaticamente dalla legislazione;
- infine, teoricamente, la costituzione doveva essere in linea con le disposizioni del Trattato anglo-irlandese, la legge fondamentale dello Stato, ma tale obbligo era stato rimosso solo poco tempo prima che de Valera prendesse il potere.

Il Giuramento di fedeltà era stato abolito, come lo erano i ricorsi al Judicial Committee of the Privy Council. In Senato aveva opposizione controllata, quando essa protestò e rallentò queste misure, venne abolito il Senato. Nel 1931 il parlamento britannico aveva introdotto lo Statuto di Westminster, che stabiliva la parità a livello legislativo dei domini del Commonwealth britannico, compreso lo Stato Libero d'Irlanda. Questo è spesso visto come il momento in cui le Dominazioni sono diventati stati pienamente sovrani.
De Valera, come suo primo ministro, scrisse nel luglio 1936 al re Edoardo VIII a Londra affermando che aveva in mente di introdurre una nuova costituzione, la cui parte centrale stabiliva la creazioni di un ufficio, che de Valera provvisoriamente chiamava Presidente della Saorstát Éireann (in gaelico Uachtarán Shaorstát Éireann), che avrebbe sostituito il Governatorato Generale. De Valera utilizzò l'improvvisa abdicazione di Edoardo VIII come Re per passare due disegni di legge: uno modificava la costituzione eliminando tutti i riferimenti alla monarchia e al Governatore Generale, mentre il secondo lo reintroduceva, questa volta attraverso il diritto di statuto, per l'uso nel rappresentare lo Stato libero d'Irlanda a livello diplomatico. Con l'attuazione della nuova costituzione, denominata in irlandese come Bunreacht na hÉireann (cioè la Costituzione irlandese), il titolo dato al presidente era, in ultima analisi, Presidente d'Irlanda (in gaelico: Uachtarán na hÉireann).
La costituzione conteneva riforme e simboli destinati a fare valere la sovranità irlandese. Tra essi:
- un nuovo nome per lo Stato, "Eire" (in irlandese) e "Irlanda" (in inglese);
- una affermazione che il territorio nazionale era l'intera isola d'Irlanda, sfidando così la sovranità della Gran Bretagna sui territori dell'Irlanda del Nord;
- la rimozione dei riferimenti al re d'Irlanda e la sostituzione del rappresentante del monarca, il Governatore Generale, con un Presidente eletto dal popolo irlandese i cui poteri sono stabiliti dalla Costituzione e dalla legge;
- il riconoscimento della "posizione speciale" del cattolicesimo romano in contrapposizione alla chiesa anglicana del Regno Unito;
- il riconoscimento del concetto del matrimonio cattolico romano che escludeva il divorzio civile, anche se il matrimonio civile fu mantenuto;
- la dichiarazione che la lingua irlandese era la "lingua nazionale" e la prima lingua ufficiale della nazione mentre l'inglese veniva relegato come seconda lingua ufficiale;
- l'uso nella vita pubblica di termini in lingua gaelica per sottolineare l'identità culturale e storica irlandese (per esempio Uachtarán, Taoiseach, Tánaiste, etc.);

Alcune delle critiche mosse a queste modifiche costituzionali furono:
- che l'affermazione che il territorio nazionale era l'intera isola creava tensione con gli unionisti dell'Ulster;
- che nello stesso modo, il riconoscimento della "posizione speciale" della Chiesa cattolica era in contrasto con l'identità e le aspirazioni dei protestanti del nord (cosa che portò alla sua abrogazione nel 1970), mentre allo stesso tempo non era all'altezza delle richieste dei cattolici intransigenti, i quali chiedevano esplicitamente che il cattolicesimo fosse fatto religione di stato;
- l'affermazione dell'irlandese come lingua ufficiale nazionale e primaria non ha portato alla sua rinascita, rimanendo una lingua colta parlata solo da pochi;
- anche se il re era stato rimosso dal testo della Costituzione, egli mantenne un ruolo di primo piano nella politica estera dello Stato, e la posizione giuridica del Presidente d'Irlanda era di conseguenza incerta con la preoccupazione che la presidenza sarebbe potuta evolversi in una dittatura;
- elementi della dottrina sociale cattolica incorporati nel testo, come per esempio gli articoli sul ruolo delle donne, la famiglia e il divorzio, erano incompatibili sia con la pratica della minoranza protestante sia con l'opinione liberale contemporanea;

Come Bew conclude, nella costituzione del 1937, de Valera stava "cercando di placare i repubblicani di sinistra con frasi nazionali e le persone pie con pezzi espressamente cattolici e il cattolicesimo patriarcale".
Una norma del 1935 vietava l'importazione o la vendita di contraccettivi, e a completare il quadro all'epoca l'Irlanda aveva le leggi sulla censura più rigorose in vigore nell'Europa occidentale.
Il riconoscimento specifico del cattolicesimo romano è stato eliminato dal quinto emendamento della Costituzione irlandese nel 1973 e il divieto di divorzio è stato rimosso dal XV emendamento del 1996. Tuttavia la Corte suprema irlandese ha dichiarato nel 1973 che la legislazione del 1935 in materia di contraccezione non era contraria alla Costituzione e quindi è rimasta valida.

### Taoiseach (1937-1948)
Nel 1937 dopo aver vinto le elezioni si tenne il plebiscito per la ratifica della nuova Costituzione. La costituzione introduceva la carica elettiva di Presidente dell'Irlanda, che subentrava a quella di Governatore Generale.
De Valera continuò a esercitare le sue funzioni di Presidente del Consiglio esecutivo fino al 29 dicembre 1937, quando per effetto dell'approvazione della nuova costituzione il suo incarico fu automaticamente trasformato in quello di Taoiseach. La nuova carica gli garantiva molto più potere, avendo la facoltà di revocare i ministri individualmente e di chiedere al Presidente della Repubblica lo scioglimento del Dáil.
Il monarca del Regno Unito manteneva tuttavia il titolo di "re d'Irlanda" e aveva funzioni di rappresentanza nelle relazioni diplomatiche e internazionali. Il Presidente dell'Irlanda non aveva funzioni nel campo delle relazioni esterne.
Dal 1938 al 1939 de Valera fu eletto Presidente dell'Assemblea generale della Società delle Nazioni in segno di riconoscimento internazionale per la sua presa di posizione indipendente su questioni mondiali.
In politica sociale, il primo mandato di de Valera come Taoiseach ha visto l'introduzione nel 1947 di garanzie di reddito per le persone affette da malattie.

#### L'accordo commerciale anglo-irlandese
Con la nuova costituzione de Valera stabilì che, con il cambiamento delle circostanze, anche la guerra commerciale in corso con il Regno Unito doveva terminare, vista la crescente tensione che si stava sviluppando nell'Europa continentale e che avrebbe portato di lì a poco allo scoppio della seconda guerra mondiale. Nell'aprile 1938 de Valera e il premier britannico Neville Chamberlain firmarono un accordo commerciale anglo-irlandese che stabiliva la rimozione di tutti i dazi imposti nel corso degli ultimi cinque anni e la fine dell'occupazione britannica dei porti irlandesi stabilita nel Trattato del 1921. Il ritorno dei porti sotto la sovranità irlandese fu un evento di particolare importanza, dal momento che avrebbe garantito la neutralità irlandese nella Guerra Mondiale.

#### La seconda guerra mondiale
L'Irlanda rimase ufficialmente neutrale per tutta la durata della seconda guerra mondiale, nota come "the Emergency". La memoria della guerra di indipendenza e della guerra civile erano ancora molto vive e lo Stato non era pronto per prendere parte a un conflitto. Questa politica di neutralità ottenne un sostegno politico e popolare travolgente, anche se alcuni sostenevano la partecipazione irlandese nella guerra a fianco degli Alleati, mentre altri vedevano nelle difficoltà dell'Inghilterra un'opportunità dell'Irlanda e quindi spingevano per entrare in guerra a fianco delle potenze dell'Asse. Forti obiezioni alla coscrizione presente nell'Ulster furono espresse da de Valera che lamentava una possibile ricaduta sull'intera Irlanda. Di fatto però il paese collaborò con gli Alleati e varie decine di migliaia di uomini si arruolarono come volontari.
Nel giugno del 1940 Winston Churchill promise che se lo Stato irlandese si fosse unito agli Alleati il Regno Unito avrebbe concesso l'unità irlandese, ma, convinto che Churchill non potesse fornire le dovute garanzie, de Valera rifiutò l'offerta. Gli inglesi non avevano informato il governo dell'Irlanda del Nord di questa offerta fatta al governo di Dublino, e il rifiuto di de Valera non fu reso pubblico fino al 1970.
Il governo si assicurò ampi poteri per la durata della guerra aumentando la censura della stampa e della corrispondenza e garantendosi il controllo sull'economia. La legge riguardo a questi poteri straordinari decadde il 2 settembre 1946. Questo stato rimase tale per tutta la durata della guerra, nonostante le pressioni da Chamberlain e Churchill. Tuttavia, de Valera rispose positivamente a una richiesta di aiuti da parte dell'Ulster per lottare contro gli incendi seguiti al cosiddetto Belfast Blitz, quando duecento aerei della Luftwaffe bombardarono la città nord-irlandese, accogliendo nel Sud i rifugiati provenienti dalla città e inviando in essa numerose squadre di vigili del fuoco munite di autobotti. De Valera si lamentò formalmente dell'attacco con l'ambasciatore tedesco di Dublino affermando che quelli di Belfast erano comunque irlandesi.
Voci persistenti, anche se non verificate, affermano che il Taoiseach inoltrò una nota personale di congratulazioni a Subhas Chandra Bose riguardo alla formazione in esilio di un Governo dell'India Libera nel 1943. Il 2 maggio 1945 de Valera e Douglas Hyde inviarono al più alto rappresentante diplomatico della Germania a Dublino, Eduard Hempel, le loro condoglianze per la morte di Adolf Hitler: furono gli unici capi di Stato e di governo al mondo a compiere questo passo, che nelle loro intenzioni serviva a ribadire la stretta neutralità irlandese.

### All'opposizione (1948-1951)
Dopo quindici anni al potere Fianna Fáil nelle elezioni del 1948, de Valera perse la maggioranza assoluta dei seggi in parlamento, di cui aveva goduto dal 1933, pur rimanendo ancora di gran lunga il più grande partito del Dáil, con 37 seggi in più rispetto a Fine Gael, il secondo partito.
Gli altri partiti decisero allora di unirsi contro Fianna Fáil formando un governo con l'appoggio di almeno sette indipendenti. Il risultato fu il primo governo di grande coalizione con John A. Costello del Fine Gael come Taoiseach. Per la prima volta in 16 anni de Valera si trovava all'opposizione.
De Valera lasciò la prassi parlamentare al suo vice, Sean Lemass, imbarcandosi per un viaggio che lo portò a visitare Stati Uniti, Australia, Nuova Zelanda e India. In India fu ospite del Governatore Generale, Lord Mountbatten di Burma, ultimo viceré dell'impero anglo-indiano e primo Governatore Generale dell'India indipendente. A Melbourne partecipò alle celebrazioni del centenario della diocesi della città.
Nell'ottobre del 1950, trent'anni dopo la sua drammatica fuga da Lincoln Gaol, fece ritorno alla prigione ottenendo ufficialmente la libertà dal carcere mai ratificata formalmente.
Si fece in seguito promotore di una campagna contro la partecipazione dell'Irlanda alla NATO, all'epoca di recente istituzione, sostenendo fintanto che l'Irlanda del Nord fosse stata in mani britanniche. Il governo di coalizione spingeva per l'entrata nella NATO, l'approccio di de Valera vinse l'appoggio popolare impedendo così la firma del trattato.

### Taoiseach per la seconda (1951-1954) e la terza (1957-1959) volta
Tornato in Irlanda durante la cosiddetta Mother and Child Scheme crisis, De Valera come leader dell'opposizione si mantenne in disparte dalla polemica. Questo atteggiamento contribuì a farlo tornare al potere in seguito alle elezioni generali del 1951, senza però fargli riottenere la maggioranza assoluta. Il 13 giugno 1951 divenne nuovamente Taoiseach, carica che mantenne per circa tre anni fino al 2 giugno 1954.
La sua nuova popolarità fu tuttavia di breve durata, in quanto il suo nuovo governo nel 1952 introdusse severe politiche economiche deflazionistiche provocando uno scontento nella popolazione che costò a Fianna Fail alcuni seggi nelle elezioni successive che permisero a Costello di formare un nuovo governo di coalizione.
Fu in questo periodo che la vista di de Valera cominciò a deteriorarsi e fu costretto a trascorrere alcuni mesi nei Paesi Bassi, dove si sottopose a sei operazioni chirurgiche.
Come il primo governo di coalizione, anche il secondo durò solo tre anni. Alle elezioni generali del 1957 de Valera, ormai settantacinquenne, vinse ottenendo la maggioranza assoluta, segnando il record storico di 78 seggi in parlamento, e tornando a essere Taoiseach il 20 marzo 1957. Questo segnò l'inizio di un nuovo periodo di sedici anni al potere per Fianna Fáil.
Sotto questa amministrazione venne avviato un nuovo corso della politica economica irlandese con il primo programma di espansione economica oltre che il passaggio di numerose riforme in materia di salute e il benessere. Nel 1952 l'assicurazione contro la disoccupazione fu estesa ai lavoratori agricoli di sesso maschile, gli assegni familiari furono estesi ai secondi figli, e fu introdotto un assegno di maternità per le donne. Un anno dopo, l'ammissibilità per i servizi di maternità e d'infanzia oltre che i servizi ospedalieri pubblici fu esteso a circa l'85% della popolazione.

### Presidente dell'Irlanda (1959-1973)
Mentre Fianna Fáil rimase molto popolare tra l'elettorato, la stessa cosa non valeva per de Valera che, a più di 75 anni, cominciava a essere visto dagli elettori come troppo vecchio per rimanere a capo del governo. Sotto la spinta del suo partito, de Valera decise di ritirarsi dal governo e dal Dáil candidandosi alla carica di Presidente della repubblica. Vinse le elezioni presidenziali del 17 giugno 1959, si dimise dalla carica di Taoiseach, da leader del Fianna Fáil e da deputato per la contea di Clare venendo sostituito al governo e alla guida del partito da Seán Lemass.
De Valera divenne Presidente il 25 giugno 1959 venendo rieletto nel 1966 all'età di 84 anni, stabilendo fino al 2013 il record mondiale per il più vecchio capo di stato eletto. Al suo ritiro nel 1973, all'età di 91, era il più anziano capo di stato di tutto il mondo.
Nel 1969, per il primo allunaggio, settantatré paesi hanno inviato messaggi di buona volontà per la NASA. Questi messaggi ancora riposano sulla superficie lunare e il messaggio di Valera a nome dell'Irlanda fu: "Voglia Dio che l'abilità e il coraggio che hanno permesso all'uomo di scendere sulla Luna gli consentano anche di assicurare la pace e la felicità sulla Terra ed evitare il pericolo dell'autodistruzione".

## Morte

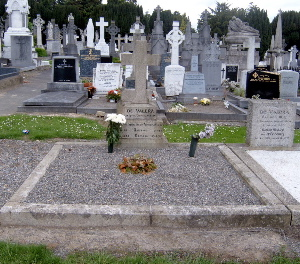
La tomba di Éamon de Valera

Éamon de Valera morì di polmonite e insufficienza cardiaca a Blackrock, nella Contea di Dublino, il 29 agosto 1975 all'età di 92 anni. Sua moglie, Sinéad de Valera, quattro anni più anziana di lui, era morta nel gennaio precedente, alla vigilia del loro 65º anniversario di matrimonio. Il funerale di stato fu trasmesso dalla televisione nazionale il 3 settembre. È sepolto nel cimitero di Glasnevin di Dublino con la moglie e i figli.

## Giudizio storico
Il credo politico di De Valera si è evoluto negli anni dal repubblicanesimo al conservatorismo sociale e culturale.
De Valera fu accusato dai suoi critici di aver contribuito a mantenere l'Irlanda sotto l'influenza dell'ala più conservatrice dei cattolici. Tuttavia, se questo si spiega in parte con il ruolo importante che il cattolicesimo ha avuto nella storia irlandese, va ricordato che de Valera respinse sempre le richieste di farne la religione di Stato dell'Irlanda, così come respinse le richieste dei cattolici che gli chiedevano di sostenere Francisco Franco durante la guerra civile spagnola.
Personalità preminente della politica nazionale irlandese per molti decenni, de Valera ha ricevuto numerosi riconoscimenti. Fu eletto Rettore dell'Università Nazionale d'Irlanda nel 1921, ricoprendo la carica fino alla sua morte. Giovanni XXIII gli ha conferito l'Ordine di Cristo. Ha ricevuto lauree honoris causa da università in Irlanda ed estere. De Valera fu inoltre spesso criticato poiché era comproprietario di uno dei gruppi editoriali più influenti d'Irlanda.
Nel corso degli anni il suo ruolo nella storia irlandese non è stato più visto dagli storici in modo inequivocabilmente positivo. Una sua biografia di Tim Pat Coogan asserisce che i suoi fallimenti superano i successi e che la reputazione di de Valera ha subito un declino mentre quella del suo grande rivale, Michael Collins, è andata crescendo. Un più recente lavoro dello storico Diarmaid Ferriter presenta invece un quadro più positivo dell'eredità di de Valera. Bertie Ahern ha così descritto i risultati di de Valera nella leadership politica durante gli anni della formazione dello Stato irlandese:
Alcuni storici hanno sottolineato i suoi fallimenti, paragonandolo sfavorevolmente al suo grande rivale Michael Collins. I critici lamentano che la doppiezza di Valera e il tradimento del trattato del 1921, oltre che il suo rifiuto di concordare procedure democratiche, portarono il paese alla guerra civile e sull'orlo della distruzione già alla nascita. I liberali denunciano invece le sue politiche sociali conservatrici e il suo stretto rapporto con i vescovi cattolici.

Stemma di Éamon de Valera, cavaliere dell'Ordine supremo del Cristo

Nonostante tutto questo i revivalisti gaelici del XX secolo ne hanno apprezzato la profonda fede cattolica, il suo rifiuto di ostentazione materiale e la sua determinazione a far rivivere la lingua irlandese.